# نیسان میکرا
نیسان میکرا که با نام نیسان مارچ (ژاپنی: 日産・マーチ هپبورن: Nissan Māchi), نیز شناخته می‌شود، یک خودروی سوپرمینی (سگمنت بی) است که از سال ۱۹۸۲ توسط خودروساز ژاپنی نیسان تولید می‌شود.

## نگارخانه

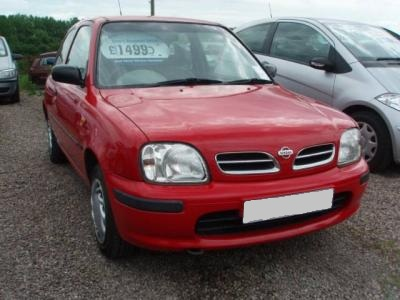
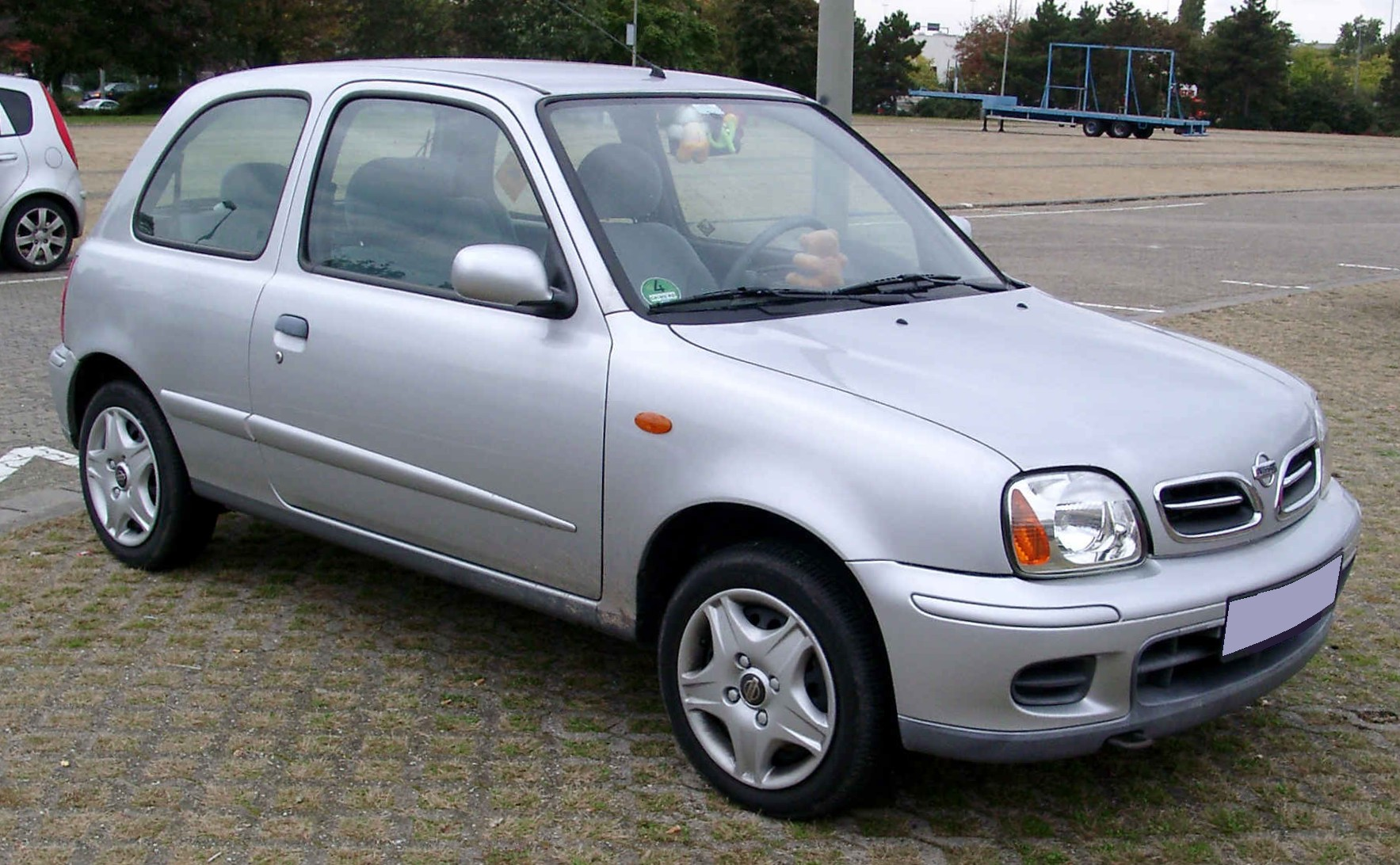
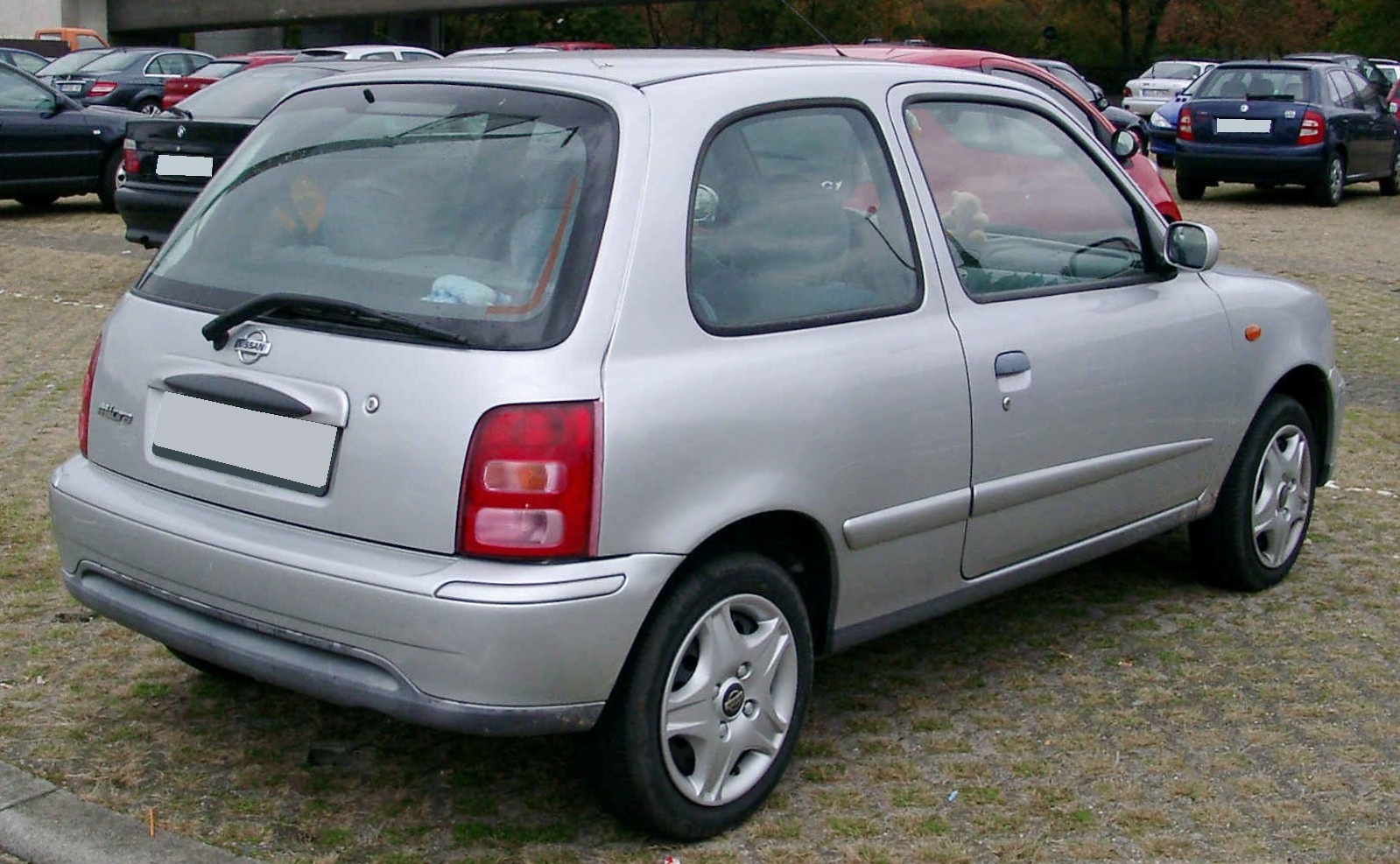